# Das Mädchen Keetje Tippel
Das Mädchen Keetje Tippel (Originaltitel: Katie Tippel, auch Keetje Tippel) ist ein Melodram des Regisseurs Paul Verhoeven aus dem Jahr 1975. Der Film basiert auf den Memoiren von Neel Doff (1858–1942) und war der teuerste niederländische Film seiner Zeit. Der Film war ein Kassenschlager mit 1.829.116 Besuchern in den Niederlanden. Auf Video wurde der Film in Deutschland auch unter dem Titel Katie’s Leidenschaften vertrieben.

## Handlung
Der Film beginnt 1881 in Stavoren, einer kleinen Stadt am Rande der Niederlande, und folgt der Reise von Keetjes Familie nach Amsterdam, wo diese hofft, der bitteren Armut in ihrer Heimatstadt zu entgehen und Arbeit in der Hauptstadt zu finden. Nach ihrer Ankunft gelingt es Keetje, eine sichere Anstellung in einer Färberei zu finden, aber sie wird gefeuert, als sie sich weigert, Sex mit dem Firmeninhaber zu haben. Ihr gelingt es, eine Anstellung in einem Hutgeschäft zu finden. Bei einem geschäftlichen Besuch in einem Bordell entdeckt sie, dass ihre ältere Schwester Mina als Prostituierte arbeitet. Später an diesem Abend, zurück im Hutgeschäft, wird sie vom Eigentümer brutal vergewaltigt. Als ein Akt der Rache schmeißt sie die Scheiben des Geschäfts ein.
Es vergehen Wochen, in denen Keetjes Vater versucht, sie mit Arbeit in einer Fabrik durchzubringen und Minas langsamer Abstieg in den Alkoholismus beginnt. Bei dem Versuch, etwas Brot von einem Marktstand zu stehlen, wird Keetje von einem Polizisten bewusstlos geschlagen und zu einem Sanatorium gebracht. Es wird bald augenscheinlich, dass ihr Körper ihr einziges Kapital ist. Der Doktor, der ihr die Diagnose Tuberkulose stellt, weigert sich sie zu behandeln, solange sie nicht mit ihm schläft. Es bleibt unklar, ob dies tatsächlich geschieht, aber nach ihrer Entlassung kehrt Keetje zu ihrer Familie zurück und Keetje entdeckt, dass ihr Vater entlassen wurde und ihre Schwester zu betrunken ist, um mit ihren Kunden zu schlafen. Keetjes Mutter entscheidet, dass es besser ist, Keetje als Prostituierte arbeiten zu lassen, als die Familie verhungern zu lassen.
Ihr erster Kunde ist ein reicher Gentleman, den Keetje aufgrund ihrer Unerfahrenheit nicht zufriedenstellen kann. Ihr zweiter Kunde, ein Künstler mit Namen George, nimmt sie mit in sein Studio, wo sie für ein Gemälde, das die sozialistische Revolution darstellt, Modell steht. Er zahlt ihr den auf der Straße vereinbarten Lohn, aber bittet sie, nur als Modell für ihn zu arbeiten. Am nächsten Tag stellt er Keetje Hugo vor, einen Banker, und Andre, ein wohlhabender Sozialist, mit denen sie eine Mahlzeit in einem Nachtclub einnimmt. Keetjes neue sozialistische Erziehung hat damit begonnen. Andre ist sofort von Keetje eingenommen, diese ist mehr von Hugo fasziniert, mit dem sie heimgeht und schläft. Am nächsten Morgen erhält Keetje von Hugo Geld für ein neues Kleid und die beiden treffen sich im Park. Hier wird Keetje von ihrem früheren Leben eingeholt, als ein früherer Kunde sie wiedererkennt und Hugo mitteilt, er kenne Keetje noch aus der Zeit, als sie nur fünfzig Pence gekostet habe. Hugo schlägt ihn und weigert sich diese Geschichte zu glauben, er verspricht Keetje, sie könne „immer“ bei ihm bleiben. Keetje geht ihre Familie besuchen und erzählt ihr von ihrer Absicht wegzugehen. Ihre Mutter fragt sie, wie sie ohne Keetjes Hilfe die Kinder durchbringen soll. Keetje sagt ihrer Mutter „sie solle weniger gefickt haben“, schiebt ihre hysterische Mutter zur Seite und stürmt hinaus.
Zusammen mit Hugo richtet sich Keetje in einem bürgerlichen Leben ein, wird aber bald aufgestört, als sie von Hugo aufgefordert wird, einige weniger wohlhabende Amsterdamer Geschäftsinhaber auf ihre Kreditwürdigkeit auszuforschen. Als sie in einem Kaffeegeschäft entdeckt wird und ihr Gesicht mit heißer Schokolade beschmiert wird, erklärt sie Hugo, diese schmutzige Arbeit nicht länger machen zu wollen. Bald darauf teilt ihr Hugo mit, er werde seine Verlobte heiraten und Keetje müsse gehen, ihre Beziehung sei nur ein bisschen Spaß gewesen, der zu weit gegangen sei. Keetje, nun ohne Bleibe, rennt auf die Straße und nimmt an einem sozialistischen Aufmarsch teil. Die Polizei kommt hinzu, löst den Marsch auf und feuert auf die Demonstranten. Während des Tumultes trifft Keetje George und Andre wieder. Andre wurde in den Arm geschossen und schlägt sich den Kopf auf, als er bewusstlos wird. George bringt sie zu einer Kutsche, mit der Andre zu seiner Wohnung gebracht wird. Keetje bleibt bei ihm und als er erwacht, wird klar, dass eine Romanze zwischen beiden angefangen hat. Sie diskutieren über das Thema Geld und Keetje erzählt Andre „Geld macht Menschen zu Unmenschen“. Als Andres Kopfwunde zu bluten beginnt, meint Keetje, die beste Medizin sei es, das Blut aufzusaugen. „Das ist besser“ sagt sie und ein bisschen Blut rinnt aus ihrem Mundwinkel. Das Bild friert ein und der Abspann erscheint mit der Information „dieser Film basiert auf der wahren Geschichte von Nell Doffs Leben“ und dass „ihr unzähmbarer Geist in diesem Film weiterlebt“.

## Unterschiede zum Drehbuch
Der Film hatte zunächst einen Epilog einige Jahre in der Zukunft, der Keetje, inzwischen mit Andre verheiratet, beim Lesen zeigte. Als die Geräusche der Hungernden von der Straße immer deutlicher werden, steht Keetje auf und schließt das offene Fenster. Ihre Reise ist nun beendet, Keetje ist einer der „Bastarde“ geworden, welche sie früher verachtet hat. Trotzdem entschied Produzent Rob Houwer, dies sei ein zu deprimierendes Ende und es wurde nie gefilmt.

## Produktion
Gerard Soetemans ursprüngliches Drehbuch war wesentlich länger, Keetjes Reise spiegelte den Aufstieg des Sozialismus in den Niederlanden während des neunzehnten Jahrhunderts. Aufgrund von Einschränkungen des Budgets durch den niederländischen Staat und Rob Houwer wurden viele der aufwendigen Szenen gestrichen. Damit wurde der Schwerpunkt des Films weniger auf die Zeit seiner Handlung und mehr auf die Person Keetje verschoben.

## Intertextualität
Verhoeven hat später erklärt, dies sei sein einziger Film, bei dem er jemals eine Wiederbearbeitung erwogen habe. Es gibt zahlreiche spätere Anklänge an diesen Film, der vom Unglück verfolgte Showgirls (1995). Auch Black Book (2006) zeigt einen weiblichen Charakter mit starkem Willen, dessen Kampf um Selbstverwirklichung verschwimmt.

## Kritik
Das Lexikon des internationalen Films urteilte, es handle sich um eine „[m]elodramatische, oberflächliche Geschichte“, die „teils süßlich geschönt, teils rüde ins Bild gesetzt“ werde.